# Brabasan
Brabasan is een bestuurslaag in het regentschap Mesuji van de provincie Lampung, Indonesië. Brabasan telt 4527 inwoners (volkstelling 2010).